# Hilarimorpha rivara
Hilarimorpha rivara är en tvåvingeart som beskrevs av Webb 1975. Hilarimorpha rivara ingår i släktet Hilarimorpha och familjen Hilarimorphidae.
Artens utbredningsområde är British Columbia. Inga underarter finns listade i Catalogue of Life.